# Pagodão percussivo
Pagodão Percussivo è un genere musicale nato a Bahia, in Brasile, negli anni 2010. Lo stile mantiene le percussioni e il ritmo della pagode baiano aderendo alla strumentazione musicale latina, reintegrando gli strumenti a chitarra. La canzone di maggior successo del sottogenere è stata "Ziriguidum", della band Filhos de Jorge.